# Christiopteris
Christiopteris es un género de helechos perteneciente a la familia  Polypodiaceae.Comprende 3  especies descritas y de estas, solo 2 aceptadas.

## Taxonomía
Christiopteris fue descrito por Edwin Bingham Copeland y publicado en Philippine Journal of Science 12(6): 331–336. 1917. La especie tipo es: Christiopteris varians (Mett.) Copel. 

## Especies aceptadas
A continuación se brinda un listado de las especies del género Christiopteris aceptadas hasta agosto de 2014, ordenadas alfabéticamente. Para cada una se indica el nombre binomial seguido del autor, abreviado según las convenciones y usos.		
- Christiopteris sagitta (H. Christ) Copel.
- Christiopteris tricuspis (Hook.) H. Christ